# Campionati oceaniani di badminton a squadre 2024
I Campionati oceaniani di badminton a squadre 2024 si sono svolti a Geelong, in Australia, dal 16 al 18 febbraio 2024. È stata la 6ª edizione del torneo, organizzato dalla Badminton Oceania.

## Podi
| Evento           | Oro       | Argento       | Bronzo             |
| Torneo maschile  | Australia | Nuova Zelanda | Polinesia francese |
| Torneo femminile | Australia | Nuova Zelanda | Polinesia francese |